# Tổ chức phi chính phủ quốc tế
Tổ chức phi chính phủ quốc tế (INGO) là khái niệm mở rộng của một tổ chức phi chính phủ (NGO) lên phạm vi quốc tế.
NGO độc lập với chính phủ và có thể được coi là hai loại, NGO vận động, nhằm mục đích ảnh hưởng đến các chính phủ với mục tiêu cụ thể và NGO hoạt động, chuyên cung cấp dịch vụ. Ví dụ về các nhiệm vụ của NGO là bảo vệ môi trường, thúc đẩy nhân quyền hoặc sự tiến bộ của phụ nữ. Các tổ chức phi chính phủ thường không vì lợi nhuận, nhưng nhận được tài trợ từ các công ty hoặc phí thành viên. Nhiều INGO lớn có các thành phần của các dự án hoạt động và các sáng kiến vận động làm việc cùng nhau trong từng quốc gia.
Thuật ngữ " các tổ chức quốc tế " mô tả các tổ chức liên chính phủ (IGO) và bao gồm các nhóm như Liên hợp quốc hoặc Tổ chức Lao động quốc tế, được hình thành bởi các hiệp ước giữa các quốc gia có chủ quyền. Ngược lại, các INGO được định nghĩa là "bất kỳ tổ chức hoạt động quốc tế nào không được thành lập theo thỏa thuận liên chính phủ".
Một INGO có thể được thành lập bởi các tổ chức từ thiện tư nhân, chẳng hạn như Carnegie, Rockefeller, Gates và Ford Foundations, hoặc như một công cụ bổ trợ cho các tổ chức quốc tế hiện có, như các nhà thờ Công giáo hoặc Lutheran. Sự gia tăng các INGO cho phát triển kinh tế đã xảy ra trong Thế chiến II, một số trong đó sau đó sẽ trở thành các tổ chức lớn như Làng trẻ em SOS, Oxfam, Dịch vụ Cứu trợ Công giáo, CARE International và Lutheran World Relief. Số lượng INGO đã tăng từ 6.000 vào năm 1990 lên 26.000 vào năm 1999, và một báo cáo năm 2013 ước tính khoảng 40.000.
Ngoài việc thành lập theo luật quốc gia, không có tư cách pháp lý chính thức hiện tại nào tồn tại đối với các INGO, điều này có thể dẫn đến các vấn đề phức tạp.

## Lịch sử
Năm 1910, Liên minh các hiệp hội quốc tế (UIA) là người đầu tiên đề xuất rằng một trạng thái "siêu quốc gia" được trao cho các tổ chức quốc tế với ý định ngoại giao mà không có ảnh hưởng của chính phủ. Hiệp hội Luật pháp Quốc tế (ILA) đã sửa đổi điều này, thêm rằng tình trạng tổ chức "siêu quốc gia" này có thể được thông qua   cho các hiệp hội không lợi nhuận hình thành.

## Hoạt động
Trọng tâm chính của INGO là cung cấp viện trợ và viện trợ phát triển cho các nước đang phát triển. Các dự án liên quan đến sức khỏe như nhận thức, phòng chống và điều trị HIV / AIDS, nước sạch và phòng chống sốt rét và các dự án liên quan đến giáo dục như trường học cho trẻ em gái và cung cấp sách giúp đỡ cung cấp các dịch vụ xã hội mà chính phủ nước này không cung cấp. Các tổ chức phi chính phủ quốc tế là một số trong những người đầu tiên ứng phó với thảm họa thiên nhiên, như bão và lũ lụt, hoặc các cuộc khủng hoảng cần cứu trợ khẩn cấp. Các tổ chức khác, như Phái đoàn Công lý Quốc tế, đang làm việc để làm cho các hệ thống tư pháp hiệu quả và hợp pháp hơn. Vẫn còn những người khác, chẳng hạn như những người thúc đẩy tài chính vi mô và giáo dục, tác động trực tiếp đến người dân và cộng đồng bằng cách phát triển kỹ năng và vốn nhân lực trong khi khuyến khích trao quyền công dân và sự tham gia của cộng đồng.
Các tổ chức phi chính phủ, nói chung, chiếm hơn 15% tổng viện trợ phát triển quốc tế, có liên quan đến phát triển kinh tế. Tính đến năm 2007, viện trợ (được đóng góp một phần bởi INGOs) trong ba mươi năm qua được ước tính đã làm tăng tốc độ tăng trưởng hàng năm của hàng tỷ người ở đáy xã hội lên một phần trăm.

## Chỉ trích
Do chúng thường được hỗ trợ bởi các khoản đóng góp, mối quan tâm phổ biến về các INGO là tiền đi đâu và liệu nó có được chi tiêu hiệu quả hay không. Chi phí hành chính cao có thể là một dấu hiệu của sự kém hiệu quả, làm giàu của nhân viên với chi phí của người thụ hưởng, biển thủ hoặc đánh giá sai các quỹ cho các quan chức địa phương hoặc chế độ độc tài. Nhiều nỗ lực đã được thực hiện để khắc phục trách nhiệm giải trình của các INGO xung quanh nơi và tiền của họ đang được sử dụng. Các trang web như Charity Navigator và GiveWell cố gắng cung cấp sự minh bạch về chi phí quản lý, chi phí cho các hoạt động nào, liệu có quyên góp nhiều hơn và các hoạt động có hiệu quả về chi phí so với các hoạt động từ thiện hoặc hoạt động tiềm năng khác.
Một chỉ trích khác là nhiều người được hưởng lợi từ INGO không có cách nào ảnh hưởng đến các hoạt động đó và khiến các tổ chức phải chịu trách nhiệm. (ví dụ bằng cách đe dọa từ chối quyên góp). Một số tổ chức từ thiện thu hút sự tham gia của cộng đồng địa phương để tránh các vấn đề liên quan đến năng lực liên văn hóa và tránh những hậu quả không lường trước do thiếu khả năng mua bán hoặc thiếu kiến thức về điều kiện địa phương.
Vào tháng 3 năm 2015, Tạp chí Quan hệ Quốc tế Châu Âu đã chỉ trích tác động của INGO đối với việc ra quyết định của chính phủ, cho rằng họ đang làm chậm sự hội nhập của các nước đang phát triển vào nền kinh tế toàn cầu.